# 西行平妖
《西行平妖》（英語：Go West to Subdue Demons）是1991年在香港上映的一部电影，由张彻执导，根据《西游记》中的一部分故事进行改编，董志华、杜玉明等人出演的一部电影，该电影讲述唐僧师徒四人在去取经的时候遇到的一些事情。其中该影片主演着重讲述红孩儿与其父母和唐僧等人发生的事情。

## 劇情簡介
唐僧师徒四人在取经的时候，遇到了很多想取他们性命的人，但是后来在孙悟空等人的努力下，这些妖精并没有成功。
而后孙悟空和猪八戒以及沙悟净继续保护唐僧走在通往取经的路上。 

## 演员
- 董志華 饰演 孙悟空
- 贾永泉 饰演 唐玄奘
- 杜玉明 饰演 沙悟净
- 张克芃 饰演 猪八戒
- 穆立新 饰演 红孩儿
- 马雯 饰演 铁扇公主
- 杜镇民 饰演 牛魔王
- 沙琳 饰演 玉面公主
- 王玉清 饰演 金钱豹
- 姜克成 饰演 哪吒化身
- 于佳 饰演 哪吒
- 陈继铭 饰演 駱傅
- 陈冰 饰演 紫琼
- 黄炳强 饰演 鹿力大仙

## 相關連結
- 豆瓣电影上《西行平妖》的資料 （简体中文）
- 互联网电影数据库（IMDb）上《西行平妖》的资料（英文）
- 香港影庫上《西行平妖》的資料（繁體中文）